# Witold Leśniewski
Witold Leśniewski (ur. 28 października 1948 w Cieciorkach, zm. 27 kwietnia 1993) – polski działacz spółdzielczy i polityk, poseł na Sejm X kadencji.

## Życiorys
Ukończył Szkołę Główną Gospodarstwa Wiejskiego w Warszawie w 1971, uzyskując tytuł zawodowy magistra inżyniera zootechnika. W 1973 wstąpił do Zjednoczonego Stronnictwa Ludowego. Od 1973 do 1975 pełnił funkcję kierownika służby rolnej gminy Kołaki Kościelne. W latach 1975–1983 pełnił funkcję wiceprezesa wojewódzkiego zarządu kółek rolniczych w Łomży. Od 1984 do 1988 zajmował stanowisko wiceprzewodniczącego Wojewódzkiej Rady Narodowej w Łomży. Był też wiceprezesem wojewódzkiego komitetu ZSL, zasiadał też w głównej komisji rewizyjnej partii. Od 1987 kierował wojewódzkim zrzeszeniem Gminnych Spółdzielni „Samopomoc Chłopska”.
W 1989 uzyskał mandat posła na Sejm kontraktowy. Został wybrany w okręgu łomżyńskim z puli ZSL. Zasiadał w Komisji Handlu i Usług, na koniec kadencji był członkiem klubu poselskiego Polskiego Stronnictwa Ludowego.
Pochowany na cmentarzu parafialno-komunalnym przy ul. Kopernika w Łomży.

## Odznaczenia
- Srebrny Krzyż Zasługi
- Brązowy Krzyż Zasługi